# Straits dollar
Straits dollar – srebrna monet brytyjska bita w latach 1795–1935 dla kolonii dalekowschodnich. Wartość 60 straits dollarów była równa 7 suwerenom.

## Literatura
- Mikołajczyk A. Leksykon numizmatyczny, Wydawnictwo Naukowe PWN, Warszawa-Łódź, 1994